# Puig Gros
Puig Gros este o arie protejată (arie de protecție specială avifaunistică — SPA) din Spania întinsă pe o suprafață de 1.006,75 ha, integral pe uscat.

## Localizare
Centrul sitului Puig Gros este situat la coordonatele 39°41′42″N 2°44′23″E / 39.6949°N 2.7396°E.

## Înființare
Situl Puig Gros a fost declarat arie de protecție specială avifaunistică în martie 2006 pentru a proteja 9 specii de animale.

## Biodiversitate
Situată în ecoregiunea mediteraneană, aria protejată conține 3 habitate naturale: Tufărișuri termo-mediteraneene și de pre-deșert, Păduri de Quercus ilex și Quercus rotundifolia, Păduri termofile cu Fraxinus angustifolia.
La baza desemnării sitului se află mai multe specii protejate de  păsări (9): pasărea ogorului (Burhinus oedicnemus), caprimulg (Caprimulgus europaeus), Falco eleonorae, șoim călător (Falco peregrinus), Galerida theklae, acvilă pitică (Hieraaetus pennatus), gaia roșie (Milvus milvus), viespar (Pernis apivorus), Sylvia sarda.
Pe lângă speciile protejate, pe teritoriul sitului au mai fost identificate 9 specii de plante.